# Bitwa nad rzeką Salsu
Bitwa nad rzeką Salsu (chiń. 薩水之戰) – starcie zbrojne, które miało miejsce w roku 612 w trakcie wojny między Chinami Sui a Koreą.

## Kontekst
W 612 cesarz chiński Sui Yangdi na czele armii opisywanej jako ponad milionowa (co jest z pewnością przesadą) oraz silnej floty wyruszył na podbój koreańskiego królestwa Goguryeo. Koreańczycy dowodzeni przez generała Ulchi Mun-doka, spodziewając się ataku zajęli stanowiska na półwyspie Liaodong, powstrzymując pochód armii chińskiej na kilka miesięcy nad rzeką Liao.

## Bitwa
Armia chińska, operując z dala od baz zaopatrzeniowych znalazła się w trudnej sytuacji. Cesarz zdecydował nie czekać na upadek twierdz nad Liao, lecz zaatakować bezpośrednio stolicę Goguryeo – Pjongjang. Generał Yuwen Shu doradzał wycofanie, ale  Yu Zhongwen podjął atak na Pjongjang. Dotarł w pobliże miasta, ale nie udało mu się go zdobyć; nie nawiązał też kontaktu z chińską flotą, która czekała przy brzegu z zaopatrzeniem. Chińczycy rozpoczęli odwrót, nękani przez siły koreańskie. W połowie sierpnia, podczas przeprawy przez rzekę Salsu (obecnie Ch’ŏngch’ŏn-gang) wpadli w pułapkę Koreańczyków i zostali rozgromieni. Straty mogły wynieść nawet 300 tys. żołnierzy. Z całej armii zostało zaledwie 2700 żołnierzy.